# Kristalmodel
Een kristalmodel wordt in de kristallografie gebruikt om de morfologie van kristallen te bestuderen. Modellen zijn vooral van didactisch nut en ideaal om het leren herkennen van de symmetrie-elementen in kristallen.

## Romé de l'Isle

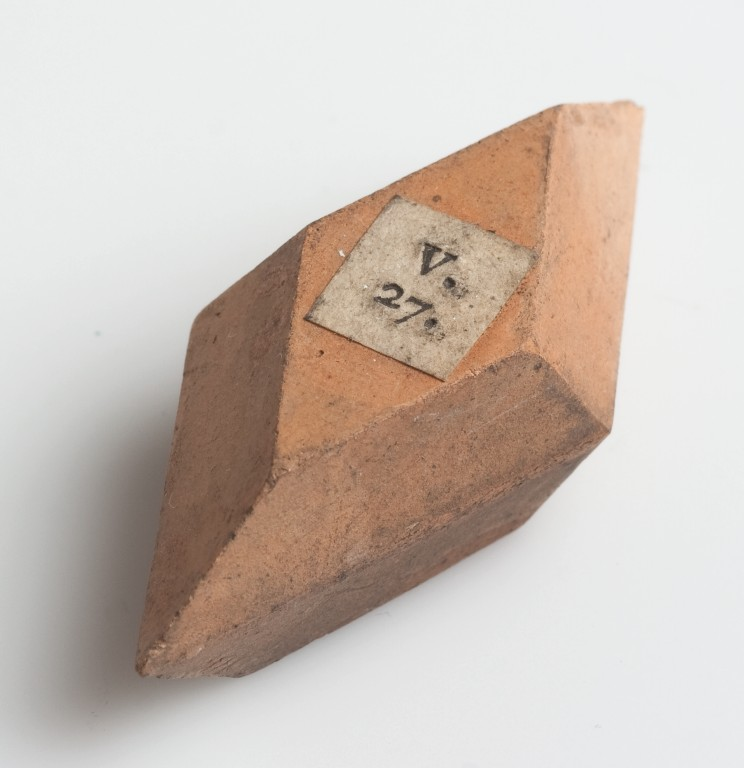
R. de l'Isle, kristalmodel van ongeglazuurd porselein. Collectie Teylers Museum, Haarlem.

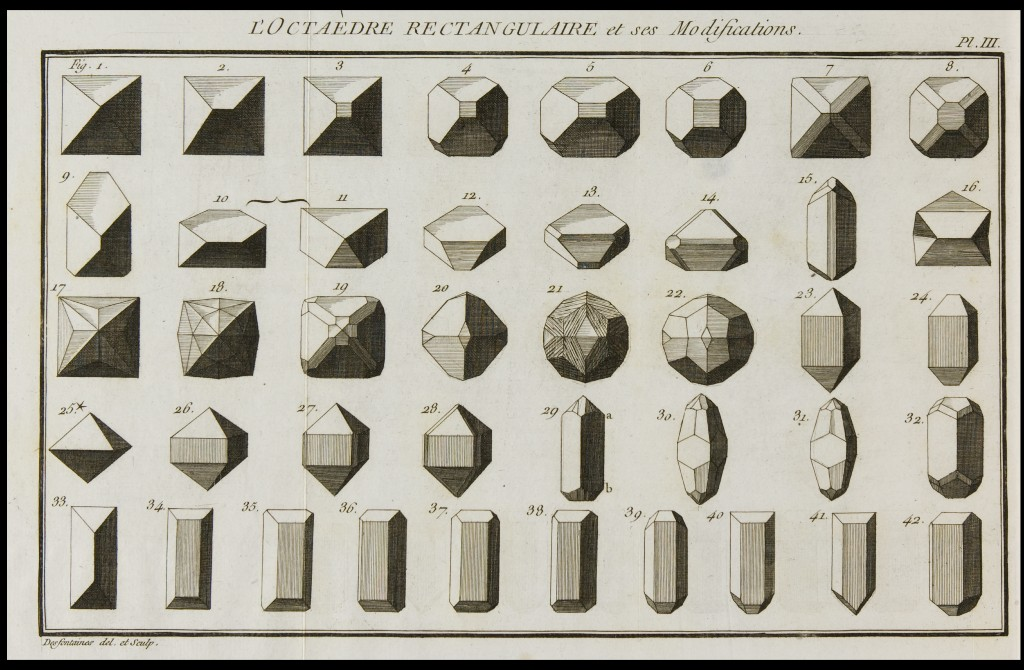
Overzicht van kristalmodellen in: R. de L’Isle, Cristallographie ou description des formes propres a tous les corps du regne mineral, dl II, 1783. Collectie Teylers Museum, Haarlem.

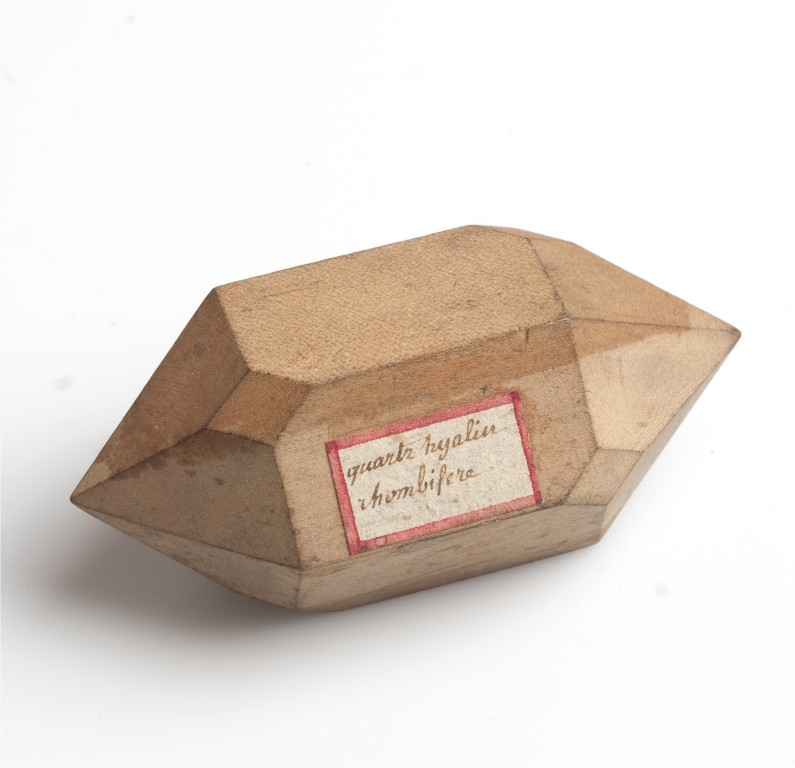
Perenhouten kristalmodel van R. J. Haüy (Quartz hyalin rhombifère). Collectie Teylers Museum, Haarlem.

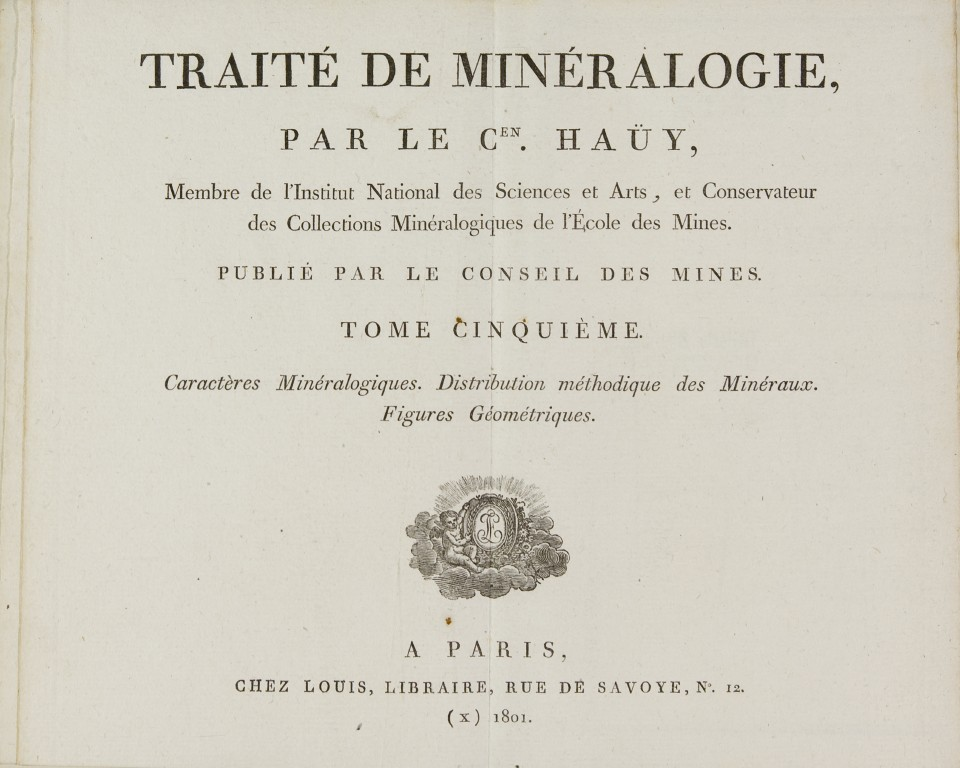
R. J. Haüy, Traité de Minéralogie, Parijs 1801. Collectie Teylers Museum, Haarlem.

De eerste echte verzamelingen van kristalmodellen werden geproduceerd door Romé de l'Isle (1736-1790). Hij bood sets van kleine (ca. 3 cm) terracotta modellen aan om de verkoop van zijn kostbaar 4 volumes tellende boek "Cristallographie" (1783) te stimuleren. Diverse sets van soms tot 448 modellen werden vervaardigd door zijn medewerkers Arnould Carangeot, Lhermina en Swebach-Desfontaines. Om de hoeken tussen de kristalvlakken van echte kristallen om te zetten naar terracotta modellen vond Carangeot een prototype van een contactgoniometer uit. Dit instrument dat een belangrijk hulpmiddel in de kristallografie zou worden, liet toe om hoeken tussen kristalvlakken te meten tot op een nauwkeurigheid van ongeveer een halve graad.
Teylers museum in Haarlem beschikt over een complete set van dergelijke terracotta modellen die Martinus van Marum, de eerste directeur van het museum, in 1785 in Parijs wist aan te schaffen. De collectie is na meer dan 200 jaar nog steeds compleet en in perfecte staat aanwezig in Teylers Museum.

## René Just Haüy
Ongeveer twintig jaar later introduceerde René Just Haüy houten kristalmodellen ter illustratie van de tweedimensionale afbeeldingen in het atlasvolume van zijn "Traité de Minéralogie" (1801). Voor het vervaardigen van kristalmodellen bleek hout veel beter geschikt dan klei. Kristalmodellen met gladde vlakken, scherpe ribben en correcte hoeken werden voornamelijk uit perenhout vervaardigd. In het algemeen was de hoekgetrouwheid van deze modellen erg goed en sommige modellen zoals die van tweelingkristallen en deze die Haüy's theorie over de opbouw van kristallen uit "molécules intégrantes" illustreerden, zijn juweeltjes van houtsnijkunst. Houtbewerkers zoals Pleuvin, Beloeuf en Lambotin werden specialisten in het vervaardigen van dergelijke modellen.
Tussen 1802-1804 kocht Martinus van Marum 597 van die perenhouten exemplaren aan, waarvan er nu nog 550 in Teylers Museum voorhanden zijn. Een etiket op elk stuk vermeldt een volgnummer en een naam, door Haüy zelf geschreven in galnoteninkt. Deze collectie kristalmodellen is de meest complete ter wereld. Dat Van Marum zo’n unieke collectie voor het museum kon verwerven, hing samen met zijn goede netwerk. Van Marum liet Haüy tot lid van de Hollandsche Maatschappij benoemen, een benoeming waaraan Haüy veel waarde hechtte. Hij vermeldt het lidmaatschap expliciet in al zijn publicaties.
Na de introductie van kristalmodellen door Romé de l'Isle en Haüy, waren deze objecten erg in trek voor didactische doeleinden en bij mineralenverzamelaars. De kwaliteit van de modellen verbeterde door de technische vooruitgang in hun productie. Diverse mineralogen en kristallografen ontwierpen hun eigen reeksen van modellen. Hoewel perenhout het materiaal bij uitstek bleef, werden er ook modellen vervaardigd in gips, gietijzer, lood, messing, glas, porselein en karton.

## De firma Krantz
In 1833 stichtte Adam August Krantz (die farmacie en later ook "geognosie" studeerde aan de "Bergakademie Freiberg") de firma "Krantz" in Bonn. Vier jaar later verhuisde het bedrijf naar Berlijn waar Krantz mineralen, fossielen en gesteenten verkocht en waar hij een monopolie verwierf in de productie van perenhouten en notenhouten kristalmodellen. Al van bij het begin was de firma Krantz in contact met vermaarde wetenschappers en belangrijke verzamelaars. Vandaar dat Krantz in 1880 een door Paul Groth samengestelde didactische collectie van 743 perenhouten modellen te koop aanbood. Zeven jaar later werd deze collectie met 213 supplementaire kristalmodellen uitgebreid.
Aan het begin van de 20ste eeuw, bood Friedrich Krantz (een neef van August Krantz) een collectie van 928 modellen aan waaronder de meeste van de Groth modellen. Hij werd in dit project gesteund door zijn leraar de kristallograaf Carl Hintze. Later werd een Dana collectie van 282 modellen geproduceerd. Krantz had in zijn assortiment een keuze aan houten kristalmodellen in verschillende maten (5, 10, 15–25 cm). Verder verkocht hij een variëteit aan glazen modellen waarin zijden draadjes de ligging van de kristallografische assen illustreerden of waar binnen in het glazen kristal een kartonnen model de holoëdrische vorm toonde. Hij had ook massief glazen modellen, kartonnen modellen, draadmodellen, modellen van kristalroosters en modellen met bewegende delen.
In de loop van hun bestaan, publiceerde de firma Krantz talloze verkoop catalogen van de diverse collecties kristalmodellen.